# کشیش‌ها
کشیش‌ها (انگلیسی: The Priests; کره‌ای: 검은 사제들) یک فیلم فراطبیعی معمایی دلهره‌آور محصول سال ۲۰۱۵ کره جنوبی به نویسندگی و کارگردانی جانگ جه هیون بر اساس فیلم کوتاه خودش به نام دوازدهمین دستیار شماس است. داستان فرعی این فیلم به نام راهبه‌های سیاه در ژانویه ۲۰۲۵ منتشر خواهد شد.

## داستان
دختری جوان که عضو جماعت مذهبی پدر کیم است، پس از یک تصادف تصادف-و-فرار که دو کشیش باعث آن بودند، به حالت کما فرو می‌رود. پدر کیم مشکوک می‌شود که او تسخیر شیطانی شده است. پدر کیم به‌همراه چوئی، طلبه‌ای جوان و سرکش، تلاش می‌کنند تا شیطان را از بدن او بیرون کرده و در یک خوکچه محبوس کنند. اعضای یک فرقه رزکروسی به پدر کیم اطلاع می‌دهند که دو کشیش آن‌ها به‌دست همین شیطان کشته شده‌اند. در جریان جن‌گیری، شیطان ظاهر می‌شود و لکه‌ها و تاول‌های غیرطبیعی روی بدن ایجاد می‌کند. چوئی ابتدا در میانهٔ مراسم فرار می‌کند، اما سرانجام تصمیم می‌گیرد بازگردد و کار را به پایان برساند. پدر کیم به او می‌گوید که به این خدمت ایمان داشته باشد، چرا که پاداش آن در دست خداوند است (اشعیا ۴۹:۴). چوئی در پاسخ آیه‌ای از حزقیال ۲:۶ نقل می‌کند و می‌گوید اکنون آماده است.
هنگامی‌که آن‌ها تلاش می‌کنند دختر را از تسخیر شیطان رها کنند، درمی‌یابند که با شیطانی باستانی به نام مالفاس روبه‌رو هستند که بسیار خطرناک‌تر از آن چیزی است که تصور می‌کردند. با این حال، موفق می‌شوند او را در خوکچه محبوس کنند. اما پلیس سر می‌رسد و تلاش می‌کند آن‌ها را به اتهام قتل یونگ‌شین بازداشت کند؛ این اقدام به‌دنبال شکایت والدین به‌شدت آسیب‌دیدهٔ او صورت می‌گیرد. چوئی با خوک فرار می‌کند و با موانع زیادی مواجه می‌شود، اما سرانجام مطابق دستور کیم (لوقا ۸:۳۳) خوک را در رودخانه غرق می‌کند. یونگ‌شین که مرده پنداشته می‌شد، نشانه‌هایی از حیات بروز می‌دهد و لکه‌ها و تاول‌های بدن پدر کیم و برادر چوئی ناپدید می‌شوند.

## بازیگران
- کیم یون سوک در نقش پدر کیم
- گانگ دونگ وون در نقش شماس چوی
- پارک سو دام در نقش یونگ شین
- کیم یی سونگ در نقش روحانی
- سون جونگ هاک
- لی هو جه در نقش پدر جونگ
- نام ایل وو در نقش راهب اعظم
- کیم بیونگ اوک در نقش استاد پارک
- چو سو هیانگ در نقش اگنس
- پارک وونگ در نقش اسقف
- لی جونگ یول در نقش پدر یونگ شین
- کیم سو سوک در نقش مادر یونگ شین
- جونگ ها دام در نقش شمن یونگ جو
- کیم سو جین در نقش خواهر کوچکتر پدر کیم
- دون دون د پیگ در نقش د پیگ